# 2008年北京オリンピックのエチオピア選手団
2008年北京オリンピックのエチオピア選手団（2008ねんペキンオリンピックのエチオピアせんしゅだん）は、2008年8月8日から8月24日にかけて中国の北京を主として開催された2008年北京オリンピックのエチオピア選手団、およびその競技結果。

## 概要
今大会は金メダル4個、銀メダル2個、銅メダル1個の合計7個のメダルを獲得した。

## メダル
| メダル | 選手名                 | 競技 | 種目         |
| ------ | ---------------------- | ---- | ------------ |
| 金     | ケネニサ・ベケレ       | 陸上 | 男子5000m    |
| 金     | ケネニサ・ベケレ       | 陸上 | 男子10000m   |
| 金     | ティルネシュ・ディババ | 陸上 | 女子5000m    |
| 金     | ティルネシュ・ディババ | 陸上 | 女子10000m   |
| 銀     | シレシ・シヒネ         | 陸上 | 男子10000m   |
| 銀     | メセレト・デファー     | 陸上 | 女子5000m    |
| 銅     | ツェガエ・ケベデ       | 陸上 | 男子マラソン |

## 陸上競技
- 男子
  - ツェガエ・ケベデ　マラソン 銅メダル
  - デリバ・メルガ　マラソン 4位
  - シレシ・シヒネ　10000m 銀メダル
  - ケネニサ・ベケレ　5000m 金メダル、10000m 金メダル
  - タリク・ベケレ　5000m 6位
  - ハイレ・ゲブレセラシェ　10000m 6位
  - デレッセ・メコネン　1500m 準決勝敗退
- 女子
  - ティルネシュ・ディババ　5000m 金メダル、10000m 金メダル
  - メセレト・デファル　5000m 銅メダル
  - メセレク・メルカム　5000m 8位